# Sandown Raceway

Karta över banan.

Sandown Raceway är en australisk racerbana belägen utanför Melbourne, Victoria.

## Historia
Sandown är 3,1 kilometer lång, byggdes 1931 som en hästtävlingsbana, och har en relativt enkel design, med bara tio kurvor ihopbundna av två långa raksträckor. Banan anordnade Tasman Series-tävlingar, samt även en deltävling i Sportvagns-VM 1984, innan den blev en hemvist för enduranceracing med standardvagnar i Australien, bland annat i form av Sandown 500, som under början av 2000-talet fungerade som uppvärmning inför V8 Supercars stora race, Bathurst 1000 km. 